# Obras de defesa do litoral
Obras de defesa do litoral são técnicas que preservam o Litoral do processo de erosão, que é provocado pela ação das águas do mar. Elas atuam sobre os materiais do litoral, através do intemperismo(ou meteorização) e da sua ação química e mecânica. Utilizam-se técnicas de Engenharia para construção de barreiras que defendem o litoral do impacto de ondas.
Vale destacar que as obras de defesas do litoral, na sua grande maioria associam-se a áreas onde desenvolvem-se atividades humanas, ou seja, áreas de alta densidade populacional ou áreas de grande interesse económico, como portos, entre outros pontos de interesse diverso. Os processos erosivos nestas, podem provir de causas naturais e também como resultado da ação antrópica e podem tomar diferentes medidas de tempo, como processos que perpetuam-se em algumas horas, e outros em algumas décadas.
O processo erosivo caracteriza-se quando o balanço sedimentar, ou seja, a variação entre o ganho e a perda de sedimentos de uma praia é negativa, então a praia perde mais sedimentos do que recebe. A erosão costeira ocorre em 70% das praias arenosas do planeta, o que torna esse processo uma preocupação global (Bird, 2008).
As obras de Engenharia Costeira existem sempre associadas a áreas onde se desenvolvem atividades humanas, em particular frentes urbanas de elevada densidade populacional, áreas portuárias e embocaduras de rios que, de alguma forma, se encontram ameaçadas pelo desenvolvimento natural dos processos costeiros. As suas funções estão fundamentalmente relacionadas com o controle do recuo da linha de costa e o avanço do mar em direção a terra, o abrigo em relação à agitação e a estabilização de canais de navegação.
É referido muitas vezes o conceito de risco quando se pretende quantificar a vulnerabilidade de um determinado tronco costeiro, face às ações dos agentes modeladores da costa. Não obstante, assiste-se a uma forte e cada vez maior pressão sobre o litoral em termos da ocupação do solo, de tal forma que apesar de assumida, a elevada vulnerabilidade que Comporta também um elevado risco, parece não demover aqueles que elegem as áreas costeiras como centro das suas atividades sociais e econômicas.

## Obras costeiras
A prática da construção de obras costeiras, teve início nas civilizações antigas por meio de construções de portos em consonância com o surgimento do tráfego marítimo. Comumente eram feitos quebra-mares e os portos eram feitos a mão e em grande escala. Existe uma literatura moderna básica acerca das engenharias costeiras denominado de Código de Conduta Europeu para Zonas Costeiras, enunciado pelo conselho Europeu no ano de 1999 e foi produzido por um grupo de especialistas em proteção do litoral. Esse código propõe ser uma fonte inspiradora para legislações e práticas nacionais.
No século XX é marcado pela evolução da proteção do litoral e as transformações das estruturas de alimentação das praias. Até a década de 1950 eram utilizados estruturas duras para proteção contra erosão ou agravos causados por tempestades. Estas estruturas eram geralmente blindagem costeira, como paredões e revestimentos ou estruturas de captura de areia, como esporões.
Após a década de 1950 novas políticas e técnicas foram desenvolvidos para preservar o meio ambiente, quando possível. Ela já é importante, onde há extensas áreas baixas que necessitam de proteção. Por exemplo: Veneza, Nova Orleans e o rio Nagara no Japão. A protecção contra a subida do nível do mar no século XXI será especialmente importante, pois está acelerando. Este será um desafio para a gestão costeira, uma vez que seawalls e quebra-mares são geralmente caros para construir, e os custos para a construção de proteção em face da elevação do nível do mar seria enorme. As técnicas ou métodos de construção costeira se dividem em dois grupos a saber: engenharia rígida e engenharia maciça.

## Obras de proteção do litoral
As obras de proteção costeira são classificadas de acordo com o seu posicionamento relativo à linha de costa. Tem o objetivo de proteger a costa do ataque direto das ondas.
Entre os fatores antrópicos (resultante da ação do homem) que afetam a dinâmica da zona costeira destacam-se: o agravamento do efeito estufa; a ocupação excessiva da faixa do litoral; a diminuição de sedimentos que chegam ao litoral; a destruição de defesas naturais. Os parâmetros de dimensionamento de uma obra de proteção costeira são: a faixa de variação do nível do mar, a altura, o período e o ângulo de incidência da onda na arrebentação.
Fundamentalmente, as obras de defesa costeira são de três tipos: obras transversais – como os esporões; obras longitudinais aderentes – como os paredões e obras destacadas – como quebra-mares.
Todas elas, regra geral, tem consequências para o trecho litoral em que são implantadas. Efetivamente, pois se tratar de estruturas estáticas, rígidas, inseridas num meio que é profundamente dinâmico (o litoral), para causar perturbações profundas nesse meio. Acresce, ainda, que tais estruturas tem regra geral, como objetivo tornar estáticas (ou o menos dinâmico possível) partes importantes do litoral (Dias ET AL., 1994).

## Enrocamentos
Utilizado para proteger estruturas que estão em dunas muito próximas ao nível do mar, os enrocamentos são basicamente estruturas de substrato rochoso rente a linha de costa, feitos para proteger construções em zonas de erosão, tem como efeito fazer diminuir a praia arenosa, é a construção de um paredão que estreita a praia tornando a praia submersa mais inclinada, substituindo areia ( substrato móvel) por rochas (substrato fixo).

## Molhes

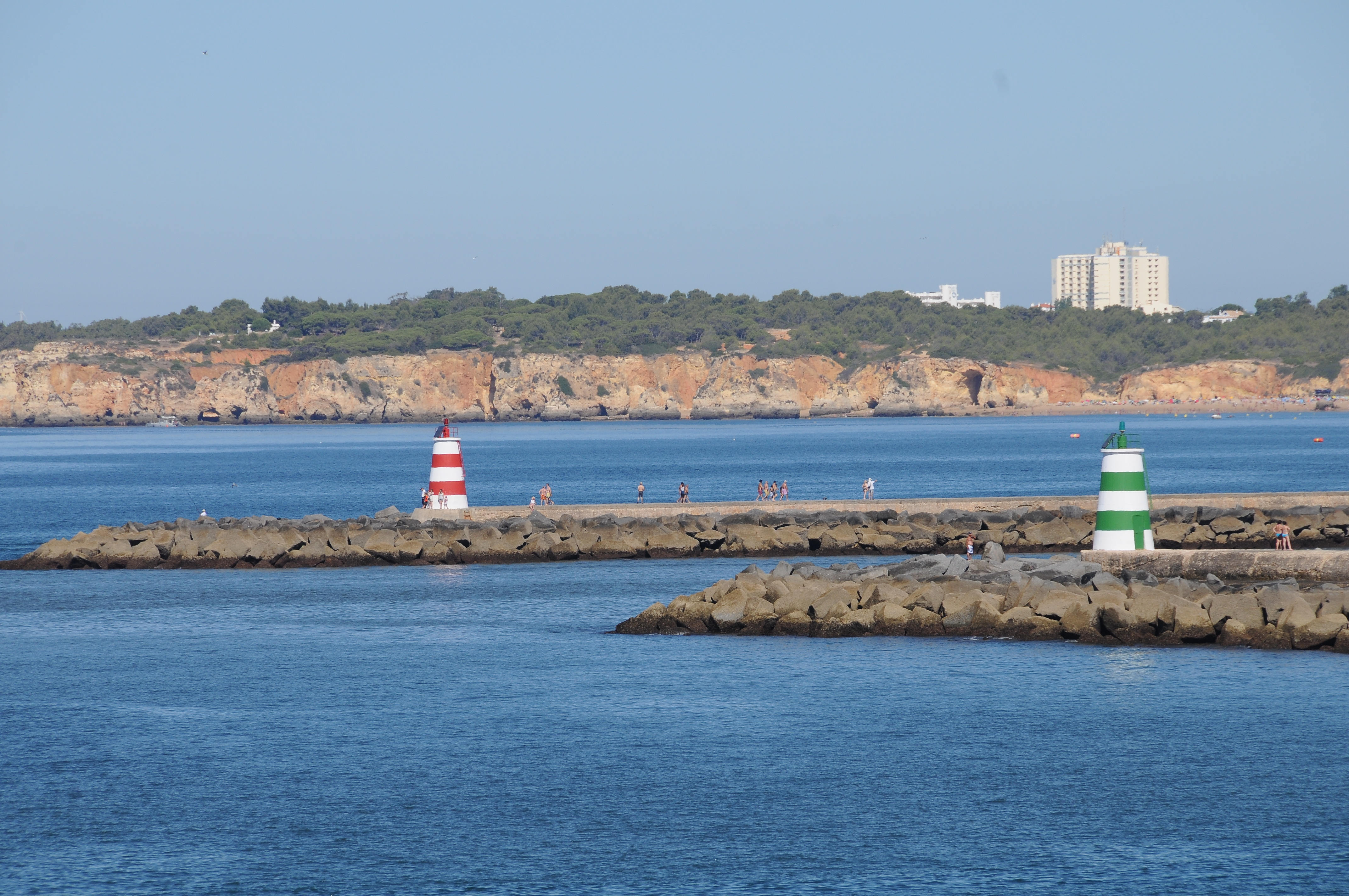
Molhe em Arade, Algarve, Portugal

Um molhe é uma obra marítima de engenharia hidráulica que consiste numa estrutura costeira alongada que é introduzida nos mares ou oceanos apoiada no leito submarino pelo peso próprio das pedras ou dos blocos de concretos especiais, emergindo da superfície aquática. É uma longa e estreita estrutura que se estende em direção ao mar. Essa estrutura tem como função assegurar a manutenção de uma barra navegável, projeção das partes laterais das docas ou portos e rios, ao longo do qual os navios podem acostar para carga ou descarga. O molhe possui uma extremidade em terra e a outra em mar.

## Quebra-mar
Construções que recebem e dissolvem o ímpeto das ondas das correntes, tendo como principal função a proteção de embarcações que se recolhem num porto, baía , na costa de uma maneira geral, sua diferença para a estrutura de molhe, é por não possuir ligação com a terra, tendo suas duas extremidades dentro da água. Protege determinado ponto da ação das ondas do mar.

## Espigões
Os espigões estão entre as obras de proteção costeira das mais utilizadas para o controle de erosão marinha. Eles podem ser utilizados isoladamente, em grupo e associados a outras obras longitudinais aderentes, destacadas e alimentação artificial de praias. Em geral, são estruturas perpendiculares ou quase perpendiculares à linha de costa podendo surgir às vezes em forma de Y, T ou Z que provocam fenômenos de difração que podem permitir o acúmulo de areia a jusante de seu enraizamento. Os espigões podem ser permeáveis ou impermeáveis de acordo com o tipo de núcleo que os constitui.
O efeito de um único espigão é o acréscimo da praia a montante e a erosão da praia a jusante, devido ao controle da modificação dos fenômenos hidrodinâmicos associados às ondas e as marés bem como, da sua interferência na corrente de deriva litorânea. A sua eficácia depende do volume de sedimentos transportados por esta corrente uma vez que o seu efeito consiste em provocar a deposição de sedimentos através da interceptação do fluxo de sedimentos longitudinal (Lyra, 2012).

## Obras de recuperação costeira
As obras de recuperação costeira, servem para solucionar os problemas derivados dos processos erosivos, e desequilibrio sedimentar em praias e áreas urbanas de costa, indica-se que há a necessidade de projetos de contenção costeira em busca de soluções para os problemas de erosão costeira. Segundo as orientações do Coastal Enginnering Manual – CEM (Manual de Engenharia Costeira) do Departamento de Engenharia do Exército dos EUA indica que a diretriz é de encontrar soluções que tragam benefícios ambientais.

## Diques
São estruturas de engenharia com a finalidade de manter determinadas porções de terras secas. Sua estrutura pode ser de concreto, de terra ou de enrocamento e possibilita manter secas determinadas áreas, chamadas de pôlderes.

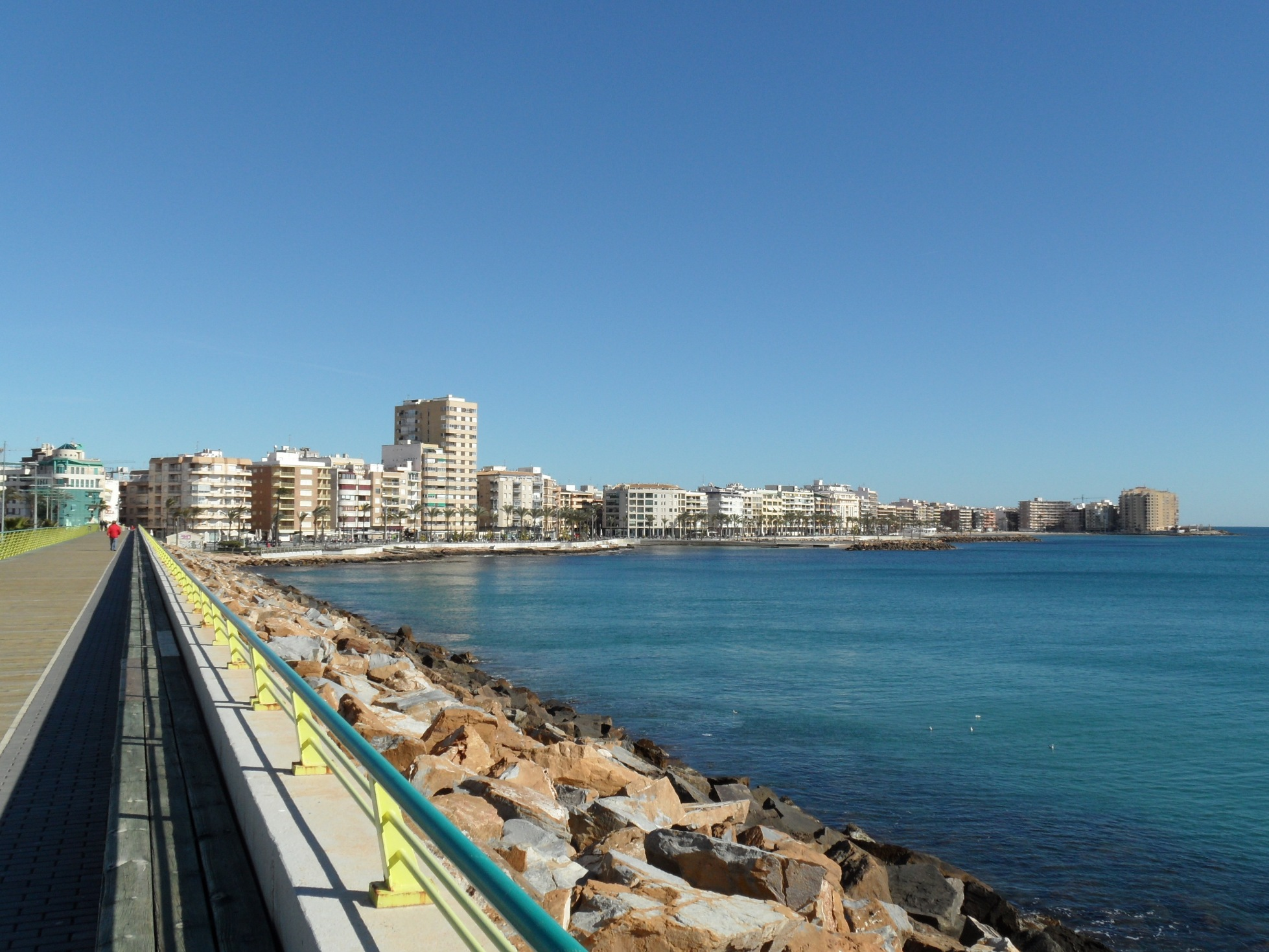
Vista do dique de Levante, em Valência, Espanha

## Gabião
É a utilização de pedra arrumada revestida com tela, para conter o efeito da maré nas áreas afetadas.
Esta estrutura rígida rente a praia traz algumas desvantagens, pois a salinização das telas do gabião  enfraquece a estrutura, além de risco para os banhistas em fios oxidados, além de favorecer a proliferação de espécies indesejáveis como insetos, aves e roedores. Dificulta o acesso da população à praia.

## Reconstrução de praias
Atualmente, quando se trata de reconstrução da faixa costeira, sugere-se que haja a preocupação com o mínimo de impacto do ambiente costeiro, e tem se falado em utilizar técnicas mais flexíveis para esse manejo, como o preenchimento de ambientes costeiros com sedimentos semelhantes.